# سن-بازیل، کبک
سن-بازیل (به فرانسوی: Saint-Basile) شهرکی در منطقه شهری پورتنوف ناحیه کاپیتل-ناسیونال در استان کبک کانادا است. در سرشماری سال ۲۰۱۱ این شهرک ۲٬۷۳۱ نفر جمعیت داشته‌است و مساحت آن ۹۷٫۶۹ کیلومتر مربع است.